# Варынгъёган
Варынгъёган (также Варенъёган) — река в Ханты-Мансийском АО России. Устье реки находится в 68 км по правому берегу реки Лунгъёган. Длина реки составляет 131 км, площадь водосборного бассейна 796 км². Высота устья — 63 м над уровнем моря. Высота истока — 134 м над уровнем моря.

## Притоки
- 65 км: Пурлюгъёган (лв)
- 76 км: Лыхилъёган (пр)

## Данные водного реестра
По данным государственного водного реестра России относится к Верхнеобскому бассейновому округу, водохозяйственный участок реки — Вах, речной подбассейн реки — бассейн притоков (Верхней) Оби от Васюгана до Ваха. Речной бассейн реки — (Верхняя) Обь до впадения Иртыша.